# Bizonula
Bizonula é um género botânico pertencente à família Sapindaceae.